# سید حسن تقی‌زاده
سیّد حسن تقی‌زاده (۵ مهر ۱۲۵۷  – ۸ بهمن ۱۳۴۸)، از رهبران انقلاب جنبش مشروطه ایران، از رجال سیاسی بحث‌انگیز معاصر، دیپلمات، از شخصیت‌های علمی و فرهنگی ایران معاصر، و در زمرهٔ کسانی است که جمعی به شدت هوادار و موافق، و مخالفانی از طیف‌های گوناگون دارد. وی مدتی رئیس مجلس سنای ایران بود.
منابع زیادی دربارهٔ او انتشار یافته‌اند اما جنبه‌هایی از زندگی سیاسی او هنوز ناشناخته، کم‌شناخته، و موضوع مجادلات سیاسی هستند.
تقی‌زاده به تاریخ هشتم بهمن ۱۳۴۸ خوشیدی در ۹۱ سالگی درگذشت و در قبرستان ظهیرالدوله به خاک سپرده شد. وی تا آخر عمر تنها با همسر خود زندگی کرد و فرزندی نداشت.

## زندگی

### تولد و تبار
سیدحسن تقی‌زاده در آخر رمضان ۱۲۹۵ برابر با ۵ مهر ۱۲۵۷ خورشیدی در خانواده‌ای روحانی در تبریز چشم به جهان گشود. پدرش سید تقی اردوبادی، امام جمعه مسجد حاج صفرعلی در محله خیابان تبریز و مکتب‌دار، مردی عالم و زاهد و از شاگردان مرتضی انصاری در حوزه علمیه نجف بود. او بیشتر مدت روز را صرف پرستش و حضور در مسجد برای اقامه نماز جماعت می‌کرد.

### تحصیلات و اساتید
سیدحسن از چهار سالگی، و به هدایت پدر، خواندن قرآن را آغاز و در پنج سالگی آن را ختم کرد. از هشت سالگی تحصیل مقدمات عربی و از چهارده سالگی تحصیل علوم عقلی، ریاضیات، و ستاره‌شناسی و هیئت را آغاز کرد. در حکمت قدیم، طب جدید، علم تشریح (کالبدشناسی) و هیئت جدید درس خواند. در مدرسه مموریال با علوم جدید آشنا شد. اصول فقه را نزد میرزا محمود اصولی و حاج میرزا حسن فراگرفت. علوم جدید و زبان فرانسوی را دور از چشم پدر همراه با رفیقش میرزا محمدعلی‌خان تربیت نزد میرزا نصرالله خان سیف‌الاطباء (پسر میرزا عبدالعلی سیف‌الاطباء) به مدت پنج سال (از ۱۲۷۳ تا ۱۲۷۸ خورشیدی) آموخت.

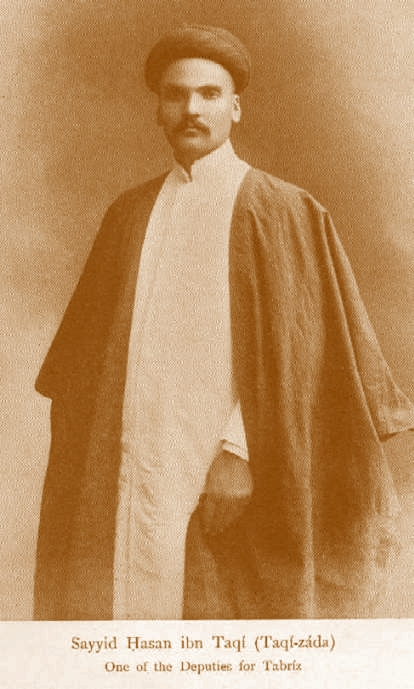
تقی‌زاده در سال ۱۲۸۵ خورشیدی در جامه روحانی

### آشنایی با افکار نو
چند سال بعد، نزدیک بیست سالگی، بر اثر آشنایی با نوشته‌های عبدالرحیم طالبوف و میرزا ملکم‌خان ناظم‌الدوله و نویسندگان تجددخواه روزنامه‌های فارسی خارج از کشور، مانند اختر، پرورش، ثریا، حبل‌المتین و حکمت، و کتاب‌های عربی چاپ مصر و کتاب‌های ترکی چاپ امپراتوری عثمانی، تمایل شدید به علوم جدید غربی، اندیشه‌های سیاسی اروپایی، افکار آزادی‌خواهانه، ضداستبدادی و تجددطلبانه یافت، تا جایی که به همراه تربیت و جمعی دیگر برای ترویج این اندیشه‌ها محفلی روشنفکرانه در تبریز تشکیل داد و در ۱۲۸۰ خورشیدی همراه همان دوستانش قصد تأسیس مدرسه‌ای به نام «تربیت» را با هدف ترویج آموزش به روش غربی و اندیشه‌های غربی داشتند. اما بر اثر مخالفت شماری از روحانیان و حکمی که به تفسیق دادند مدرسه دایر نشد.
سپس با همکاری محمدعلی تربیت، میرزا سید حسین خان عدالت و یوسف اعتصامی ملقب به اعتصام‌الملک (پدر پروین اعتصامی) کتاب‌فروشی تربیت را به قصد ترویج معارف و آشنا ساختن مردم به اصول حکومت ملی و آزادی‌طلبی تأسیس کرد که کتاب‌های فرنگی و عربی جدید می‌فروخت و محل آمد و رفت متجددان و آزادی خواهان آذربایجانی بود. در دوره استبداد صغیر این کتاب‌فروشی را غارت کردند و آتش زدند. در ۹ بهمن ۱۲۸۱ خورشیدی با همکاری همان دوستان، دوهفته‌نامهٔ گنجینه فنون را منتشر کرد که در نخستین شمارهٔ آن، مقاله‌ای را از گوستاو لوبون به فارسی ترجمه کرده بود. گنجینهٔ فنون پس از یک سال و نیم انتشار، و ظاهراً بر اثر سفر تقی‌زاده و تربیت به خارج و شیوع وبا در ایران، تعطیل شد.
سیدحسن تقی‌زاده از ۱۲۸۳ تا آبان ۱۲۸۴ خورشیدی، به سفر و سیاحت، مطالعه و دیدار و گفت‌وگو در قفقاز، عثمانی، لبنان، سوریه و مصر پرداخت و با برخی نویسندگان، روزنامه‌نگاران و فعالان سیاسی، از جمله حمیدبیگ شاه‌تختینسکی، جرجی زیدان، زین‌العابدین مراغه‌ای، جلیل محمدقلی‌زاده، و همکاران اصلی نشریه‌های فارسی‌زبانی که در این شهرها منتشر می‌شد مراوده داشت.

### در انقلاب مشروطیت
تقی‌زاده در آبان ۱۲۸۴ خورشیدی، برابر با شعبان ۱۳۲۳ به تبریز بازگشت و با تجربه‌هایی که اندوخته بود به محافل پنهانی مبارزان تبریزی ضد استبداد پیوست. جنبش مشروطه‌خواهی آغاز شده بود و تبریز و آذربایجان از داغ‌ترین کانون‌های آن بود. تقی‌زاده پس از پیروزی آزادی‌خواهان و افتتاح دورهٔ یکم مجلس شورای ملی، به نمایندگی از سوی طبقه اصناف تبریز انتخاب شد. از همان آغاز کار مجلس، انظار را به خود جلب کرد و ظرف مدت کوتاهی، رهبری جناح اقلیت روشنفکر، تجددخواه و تندرو مجلس را به دست گرفت که طرفدار تغییرات و اصلاحات سیاسی، اجتماعی و اقتصادی بود و انتقادهای تندی از نظام استبدادی به عمل می‌آورد. توانایی‌هایی که تقی‌زاده در این دوره از خود بروز داد موجب شد تا در کنار بزرگانی چون جواد سعدالدوله و میرزا حسن خان مشیرالدوله (حسن پیرنیا) عضو هیئتی شود که از طرف مجلس، مأمور تدوین متمم قانون اساسی مشروطه شد. بر پایهٔ همین متمم بود که حکومت مشروطه تعریف و تفکیک قوای سه‌گانه و حقوق ملت مسجل شد و در جریان گفت‌وگوهای همین هیئت بود که دیدگاه‌های تهیه‌کنندگان متمم قانون اساسی در باب مرز میان شرع و عرف آشکار شد.
نطق‌های تند و پرشور او در مجلس، از سویی موجبات اشتهار او را فراهم آورد و نظر روزنامه‌ها و نیز مأموران سفارتخانه‌های خارجی ذی‌نفع در ایران را به سوی وی جلب کرد و از سوی دیگر خشم و کینهٔ محمدعلی‌شاه و درباریان و استبدادخواهان را برانگیخت. در جریان به‌توپ‌بستن مجلس و برقراری استبداد صغیر، محمدعلی‌شاه شخصاً دستور داد که تقی‌زاده را دستگیر کنند. اما تقی‌زاده و گروهی دیگر به دام مأموران محمدعلی‌شاه نیفتادند. جمعی که تقی‌زاده و علی‌اکبر دهخدا از جمله آنان بودند از بیم جان به سفارت بریتانیا در تهران پناهنده شدند. این عمل از جانب مخالفان و منتقدان تقی‌زاده یکی از نقاط ضعف سیاسی و حتی وابستگی او به خارجیان تعبیر شده است.

سرانجام با وساطت سفارت بریتانیا، حکم تبعید تقی‌زاده و دهخدا و چند تن به خارج از کشور به مدت یک سال صادر شد. به روایت ناظم‌الاسلام کرمانی:
«بنا شد که شش نفر از کسانی که در سفارتخانهٔ انگلیس بودند نفی و تبعید شوند که هر یک را از قرار ماهی صد و پنجاه تومان بدهند و غلام سفارت آن‌ها را ببرد به سرحد برساند و رسید گرفته مراجعت کند، تا یک سال در خارجه باشند. پس از یک سال مختارند به هر جا بخواهند بروند یا مراجعت کنند به ایران».
تقی‌زاده و همراهانش را تحت‌الحفظ تا بندر انزلی بردند و از آنجا روانهٔ باکو کردند. او نخست به فرانسه و سپس به بریتانیا رفت. در آنجا با مساعدت ادوارد براون و راهنمایی او، مدتی در کتابخانه دانشگاه کمبریج به کار فهرست‌برداری از کتاب‌های فارسی و عربی مشغول بود. با همکاری مؤثر و دوستانه ادوارد براون موفق شد که مسائل ایران را به صحنه افکار عمومی بکشاند. تشکیل «کمیتهٔ ایران»، مرکب از نمایندگانی از مجلس بریتانیا، که با مشروطه‌خواهان مساعدت کردند، از ثمرات تلاش‌های او بود.
تقی‌زاده چنان‌که در خاطرات خود گفته است، در اواخر سال ۱۲۸۷ خورشیدی در پی شدت گرفتن قیام مردم ضد محمدعلی‌شاه و استبداد، و ظاهراً وصول پیامی از آزادیخواهان تبریز، با هیئت و نام مبدل مخفیانه وارد ایران شد. در ۱۷ دی ۱۲۸۷ خورشیدی به تبریز رسید و چهار روز بعد، نطق مفصلی در انجمن ایالتی ایراد کرد و وظایف مردم را در راه به ثمر رساندن انقلاب برشمرد و مبارزان را از هرگونه تندروی و تعدی به اموال مردم نهی کرد. البته ظهور ستارخان و باقرخان در صحنه جنبش، نظر مردم آزادی‌خواه و مشروطه‌طلب را بیشتر جلب کرده بود، و تقی‌زاده بیشتر مورد توجه روشنفکران بود تا مردم عادی.
پس از فتح تهران در تیرماه ۱۲۸۸ توسط نیروهای تحت امر محمدولی‌خان تنکابنی، علیقلی‌خان سردار اسعد، تقی‌زاده چنان‌که در خاطرات خود گفته است، برای جلوگیری از تندروی مجاهدان و انقلابیون به تهران فراخوانده شد. او پس از ورود به عضویت «هیئت مدیره موقتی» درآمد که تا تشکیل دولت جدید، اداره کشور را به دست گرفت. تقی‌زاده از مؤثرترین و فعالترین اعضای این هیئت بود. در همان سال، در انتخابات دورهٔ دوم مجلس شورای ملی، از تبریز به نمایندگی انتخاب شد. از تقی‌زاده به عنوان یکی از کسانی یاد می‌شود که در هنگام تدوین متمم قانون اساسی «بیش از همه… با عقاید روحانیون مبارزه نمودند». در مجلس دوم رهبری فراکسیون دموکرات برعهدهٔ تقی‌زاده بود. اگر در مجلس یکم، به سبب نطق‌های ضداستبدادی‌اش مورد غضب محمدعلی‌شاه قرار گرفت، در مجلس دوم به سبب دفاع از مواضع حزب دموکرات مانند تفکیک دین از سیاست و لزوم عرفی شدن جامعه، مخالفت روحانیون را برانگیخت و علمای نجف مانند آخوند خراسانی دربارهٔ «فساد مسلک سیاسی» دموکرات‌ها و رهبر آن تقی‌زاده فتوایی صادر کردند.
در پی ترور سید عبدالله بهبهانی در ۲۳ تیر ۱۲۸۹ و آشوب گسترده‌ای که این قتل در شهرهای بزرگ ایران به بار آورد و انتساب ترور بهبهانی به دموکرات‌ها، تقی‌زاده به آمریت یا مشارکت در قتل بهبهانی متهم شد. احمد کسروی مسئولیت این قتل را صراحتاً متوجه تقی‌زاده، حیدرخان عمواوغلی و انقلابیون زیردست آن‌ها می‌داند. تقی‌زاده ناچار ۳ ماه از مجلس مرخصی گرفت و به تبریز رفت، به آن نیت که پس از آرام شدن اوضاع به تهران بازگردد. اما وقتی که به قصاص قتل سید عبدالله بهبهانی، علی‌محمد تربیت به قتل رسید و او کسی بود که با تقی‌زاده در یک خانه زندگی می‌کرد و تقی‌زاده او را فرزند خود می‌خواند، تقی‌زاده دریافت که فضا ضد او است. در تبریز نیز روس‌های ضدمشروطه تقی‌زاده را زیر فشار قرارداده بودند و او ناچار و از بیم جان پس از ۴ ماه اقامت اجباری در تبریز، از آنجا بیرون رفت و در بهمن ۱۲۸۹ وارد استانبول شد.

### دوران مهاجرت
این بار اقامت تقی‌زاده در خارج از کشور ۱۴ سال به درازا کشید. نزدیک به دو سال در استانبول بود، و مدتی با محمدامین رسول‌زاده سردبیر تبعیدی روزنامهٔ ایران نو هم‌منزل شد. در همین دوره با اعضای جمعیت اتحاد و ترقی که طرفداران جدی نوسازی بودند معاشرت داشت، با مورگان شوستر دیدار کرد و سفری نیز به فرانسه و بریتانیا رفت و با سردار اسعد بختیاری و ادوارد براون دیدار کرد. در سفر دیگری، از استانبول به بریتانیا رفت و نزدیک شش ماه در کتابخانه موزه بریتانیا به مطالعه و پژوهش پرداخت. در این بین، در انتخابات دورهٔ سوم مجلس غیاباً به وکالت برگزیده شد اما نمایندگی را نپذیرفت و به ایران بازنگشت. در اردیبهشت ۱۲۹۲ برابر با ماه مه ۱۹۱۳، یک سال پیش از آغاز جنگ جهانی اول از بریتانیا راهی آمریکا شد. نزدیک دو سال در آمریکا زندگی کرد و در کتابخانه‌ای در نیویورک به فهرست‌نگاری کتاب‌های عربی، فارسی، و ترکی اشتغال داشت. در این مدت با رضا افشار که ده سال از وی جوانتر و دانشجوی دانشگاه کلمبیا بود هم منزل بودند.
با آغاز جنگ جهانی اول، دورهٔ تازه‌ای در زندگی تقی‌زاده آغاز شد و این بار او که تا آن زمان به دوستی با دولت بریتانیا متهم بود در چهرهٔ سازمان‌دهندهٔ اصلی فعالیت‌های ضد انگلیسی مِلّیون ایرانی در حمایت از امپراتوری آلمان ظاهر شد. دولت آلمان که پس از امضای قرارداد ۱۹۰۷ بین روسیه و بریتانیا، به طیفی از مِلّیون ایران نزدیک شده بود، جنگ را فرصت مناسبی برای بهره‌برداری از احساسات ضد روسی و انگلیسی ایرانیان می‌دانست. مأموران سیاسی آلمانی کوشیدند تا از راه برقراری ارتباط با شخصیت‌های بلندپایهٔ ایرانی در داخل و خارج از کشور، آن‌ها را با خود همراه گردانند. چنین بود که کنسول آلمان در نیویورک با رضا افشار، جوانی ملی گرا که دانشجوی دانشگاه کلمبیا بود و مقاله های تندی ضد امپریالیسم انگلیس و روسیه در نیویورک امریکن و دیگر جراید آمریکا چاپ می کرد تماس گرفت و او را به برلین دعوت کرد.  تقی زاده نیز بدنبال وی با آلمان ها ملاقات کرد و هر دو قبول کردند که اسرای مسلمان هندی در آلمان را راغب کنند بر ضد انگلیس در عثمانی بجنگند، فعالیتی که در نهایت به نفع ایران می بود. به این شکل، تقی زاده پس از نزدیک دو سال اقامت در آمریکا در ۳۱ دسامبر ۱۹۱۴  همراه افشار با کشتی رفت به هلند و از آنجا در ۱۵ ژانویهٔ ۱۹۱۵ وارد آلمان شد.

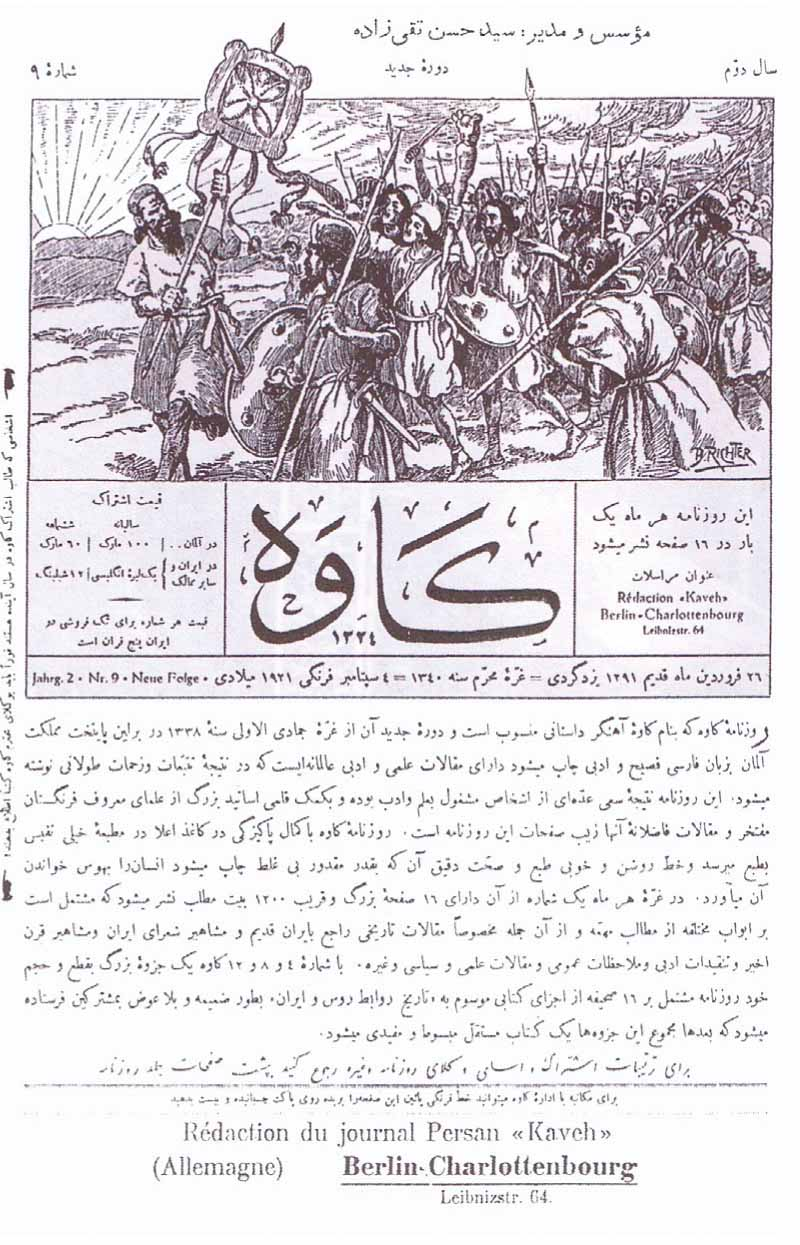
مجلهٔ کاوه، شمارهٔ ۹

تقی‌زاده در برلن تشکیلاتی به نام کمیته مِلّیون ایرانی را با همکاری رضا افشار بنیاد نهاد که فعالیت‌های ضد روسی و انگلیسی مِلّیون را سازماندهی می‌کرد. عده‌ای از شخصیت‌های فرهنگی و سیاسی ایرانی مانند محمدعلی جمال‌زاده، محمد قزوینی و ابراهیم پورداوود با این کمیته همکاری می‌کردند. همچنین حسینقلی نواب، سفیر ایران در برلین، که از دورهٔ مجلس یکم در تهران با تقی‌زاده دوستی داشت، با ایشان همکاری می‌کرد. تقی‌زاده با تأسیس مجلهٔ کاوه در برلین گام مهم دیگری در راه گسترش فعالیت سیاسی ایرانیان در برابر بریتانیا و روسیه برداشت. کاوه، که اولیت شماره اش دی ۱۶ ژانویه ۱۹۱۶ چاپ شد نشریه‌ای سیاسی و فرهنگی بود که بودجهٔ آن را دولت آلمان تأمین می‌کرد، و مقالات آن تا حد زیادی صبغهٔ طرفداری از آلمان داشت.
تقی‌زاده در طول جنگ به مبارزهٔ سیاسی، سازماندهی نیروها، روزنامه‌نگاری، مقاله‌نویسی و تماس و دیدار و گفت‌وگو با اشخاص بانفوذ و مؤثر مشغول بود. چند سفر به اتریش و سوئیس و دانمارک و سوئد رفت، و در دانمارک موافقت جورج براندز، نویسنده و منتقد دانمارکی، را به نگاشتن رساله‌ای در دفاع از ایران جلب کرد که حاصل آن اثری در وصف جنایت‌های روسیه و بریتانیا در ایران بود.
در این دوران با بسیاری از فعالان سوسیالیست و سوسیال دموکرات اروپا نیز ملاقات داشت، و در کنگرهٔ بین‌المللی سوسیالیست‌ها در سوئد در تابستان ۱۲۹۶ خ/ ۱۹۱۷ م شرکت داشت و بیانیه‌ای با عنوان «دادخواهی ملت ایران» خطاب به اعضای کنگره منتشر کرد.
پس از پایان جنگ جهانی اول، تماس‌های میان دولت ایران با او آغاز شد و از جانب دولت به چند مأموریت سیاسی رفت. در اردیبهشت ۱۳۰۱ (آوریل ۱۹۲۲) نخستین مأموریت رسمی سیاسی را پذیرفت و برای انعقاد معاهدهٔ تجاری ایران با روسیهٔ شوروی روانهٔ مسکو شد و پس از یک سال مذاکرات فشرده، سرانجام معاهده‌ای تجاری و اقتصادی در ۱۳ ماده در اردیبهشت ۱۳۰۲ (آوریل ۱۹۲۳) با کاراخان کمیسر روابط خارجی روسیه منعقد کرد و به برلین بازگشت. در مراجعت از مسکو به برلین با زنی آلمانی ازدواج کرد و نام او را عطیه گذاشت، همسری که تا پایان عمر تقی‌زاده همراه وفادار او بود.
در انتخابات دورهٔ چهارم مجلس باز هم غیاباً به نمایندگی انتخاب شد، اما نپذیرفت و به ایران نیامد. در دولت مستوفی‌الممالک به وزارت خارجه انتخاب شد، اما این سمت را هم نپذیرفت. تقی‌زاده تا ۱۳۰۳ خورشیدی (۱۹۲۴)، جمعاً نزدیک نه سال در آلمان ماند و پس از پایان گرفتن جنگ، وقوع کودتای ۱۲۹۹ و انتخاب شدن به عنوان وکیل دوره پنجم مجلس شورای ملی، در تابستان ۱۳۰۳ وارد تهران شد.
تقی‌زاده، چون اکثر سیاستمداران ایرانی هم‌عصر خود که به نحوی طرفدار روسیه یا بریتانیا یا آلمان بودند، گرایش عمیق به دوستی و طرفداری از آلمان داشت و ژرمانوفیل بود. گذشته از این او از اول کسانی است که گرایش آمریکایی را نیز ترویج کرد. تقی‌زاده در آذر ۱۳۰۰ ش (دسامبر ۱۹۲۱) در نامه‌ای به محمود افشار می‌نویسد:
... اگر مطلب عمده که به عقیده اینجانب کشیدن آمریکایی‌ها به ایران و دست دادن آن‌ها در ادارات است سر بگیرد، عن‌قریب کارها به جادهٔ اصلاح می‌افتد. باید آنچه ممکن است کوشش کرد که آمریکا را به ایران کشید. امتیازات داد. مستشارهای مالی و فواید عامه و زراعت و تجارت و طرق و شوارع و تلگراف از آن‌ها آورد به مدارس آمریکایی تقویت کامل نمود…
و این درست در دورانی است که تقی‌زاده از آلمان‌های جنگ باخته ناامید شده و روسیه نیز رمق دخالت در امور ایران را ندارد. در این دوران تنها بریتانیا شدیداً در ایران فعال است و «یارگیری» می‌کند.

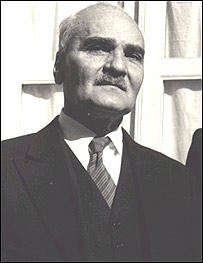

### دوران جدید
تقی‌زاده در دوران جدید در ایران، از چپ‌گرایی آرمان‌خواهانهٔ سابق فاصله گرفت و به طرفداری از سردار سپه و اقدامات او در مسیر ایجاد امنیت عمومی و احیای وحدت ملی پرداخت.

در نهم آبان ۱۳۰۴ نمایندگان جناح اکثریت پنجمین دوره مجلس شورای ملی، ماده واحده «انقراض دودمان قاجاریان و خلع احمدشاه قاجار» را به بحث و رای‌گیری گذاشتند. از ۸۵ نماینده حاضر، هشتاد نفر رأی مثبت و پنج نفر ممتنع دادند. تقی‌زاده اگرچه جزو مخالفان طرح صحبت کرد، اما با اصل خواسته نمایندگان مخالفت نکرد بلکه خواهان آن شد که این کار «به این تعجیل و با این فوری هیچ نشود که خدای نکرده اسم فشار رویش گذاشته شود» و کمیسیونی تشکیل شود و به موضوع رسیدگی کند 
«چون ممکن است راه حل بهتر و قانونی‌تری پیدا شود که هیچ خدشه وسوسه در کار نباشد».
او سخنانش را چنین پایان برد:
«بیشتر از این حرف زدن هم صلاح نیست. همه می‌دانند آنچه که عیان است چه حاجت به بیان است» 
و از مجلس خارج شد. غیر از تقی‌زاده تنها سه نماینده (محمد مصدق، حسین علاء و یحیی دولت‌آبادی) در مخالفت علنی با انقراض قاجاریه در مجلس نطق کردند.
رضاشاه پس از استقرار سلطنت خود منصبی به تقی‌زاده نداد. او در کنار مخالفان پرنفوذ رضاشاه، نامزد وکالت مجلس ششم شد و از حوزهٔ انتخابیهٔ تهران به مجلس رفت اما پیش از افتتاح مجلس، هیئت وزرا او را به آمریکا فرستاد و مسئول غرفهٔ ایران در نمایشگاه فیلادلفیا کرد که به مناسبت یکصد و پنجاهمین سال استقلال آمریکا تشکیل شده بود. در نوروز ۱۳۰۶ به تهران بازگشت و در مجلس فعال شد. از هجدهم مهر تا شانزدهم فروردین سال بعد نایب رئیس مجلس بود. پس از پایان دورهٔ مجلس ششم در مرداد ۱۳۰۷ رضاشاه تصمیم گرفت مجلس را کاملاً مطیع خود کند؛ بنابراین از انتخاب افرادی مانند مدرس، مصدق و تقی‌زاده در دوره‌های بعدی جلوگیری کرد.
تقی‌زاده در عصر حکومت رضاشاه پهلوی به مناصب مهمی چون حکومت (استانداری)، وزیرمختاری، سفارت و وزارت رسید. در برنامه‌های اصلاحات رضاشاه از همکاران نزدیک او بود. او پس از دو سال خانه نشینی و بی‌کاری و تنگدستی، در ۱۳۰۷ به پیشنهاد تیمورتاش والی خراسان شد و در ۱۳۰۸ با سمت وزیرمختاری به لندن رفت و در فروردین ۱۳۰۹ با عنوان وزیر طرق و شوارع به کابینه مخبرالسلطنه هدایت راه یافت. در مرداد همان سال به وزارت مالیه منصوب شد و وزارت طرق و شوارع نیز همچنان بر عهده او ماند تا اینکه سرپرستی این وزارتخانه در آذر ۱۳۰۹ به سید باقر کاظمی سپرده شد.

## جریان افول

احسان یارشاطر به همراه ایرج افشار و سیدحسن تقی‌زاده

تقی‌زاده در سمت وزیر مالیه همه توانایی خود را در راه نظم و ترتیب دادن به امور مالی کشور، سازماندهی صحیح و قانونمندی به کار گرفت، اما در همین سمت بود که در الغای قرارداد دارسی و تجدید آن با شرایطی خلاف منافع کشور مشارکت کرد و طوفانی از لعن و ناسزا و اتهام ضد خود به پا کرد که تا پایان عمر او ادامه داشت. مذاکره برای انعقاد قرارداد جدید (قرارداد ۱۹۳۳) را، که به مدت چند هفته با نمایندگان بریتانیا جریان داشت، محمدعلی فروغی، علی‌اکبر داور، حسین علا، تقی‌زاده و مخبرالسلطنه انجام می‌دادند. تقی‌زاده تمدید قرارداد را اشتباه بزرگ رضاشاه دانسته و خود را در این ماجرا نه موجد، نه مبتکر، نه عاقد، بلکه به عبارت خودش «آلت فعل» دانسته است. در جریان مقدمات نهضت ملی شدن صنعت نفت ایران، که نام تقی‌زاده باز بر سر زبان‌ها افتاد، سنگین‌ترین اتهامات متوجه او بود. هرچند اظهارات انتقادآمیز تقی‌زاده دربارهٔ نامطلوب بودن شرایط تمدید قرارداد، در دعاوی ایران علیه بریتانیا کراراً مورد استفاده نمایندگان دولت قرار گرفت. تقی‌زاده مدتی پس از انعقاد قرارداد جدید نفت، از وزارت کناره گرفت و به روایتی برکنار شد.
در ۱۳۱۳ تقی‌زاده با سمت وزیرمختاری به فرانسه رفت. در همان سال ظاهراً از وی خواسته شد که جلو مطالب تند دربارهٔ رضاشاه را در مطبوعات فرانسه بگیرد و پاسخی که تقی‌زاده دربارهٔ آزادی قلم و مطبوعات در فرانسه داد، مقبول شاه نیفتاد. در همان ایام مقاله‌ای از تقی‌زاده در مجله تعلیم و تربیت انتشار یافت که در آن با مصوبات شورایی به نام اصلاح فرهنگ در وزارت جنگ مخالفت شده بود. این مقاله ظاهراً خشم و غضب شاه را برانگیخت و او را از کار برکنار کردند و به ایران فراخواندند. تقی‌زاده خطر را احساس کرد و به ایران بازنگشت و از پاریس به برلین رفت. بیش از یک سال در آن شهر بود و در پاییز ۱۳۱۴ ش (۱۹۳۵) در مجمع بین‌المللی خاورشناسان در رم شرکت کرد. در لندن و کمبریج شش سال به تدریس و تحقیق مشغول بود و به دور از غوغای سیاست، پربارترین سال‌های عمر علمی و تحقیقی خود را گذراند. بخشی از تحقیقات عمیق علمی و فرهنگی او محصول فراغت عمر همین سال هاست. او تا پایان حکومت رضاشاه به ایران نیامد.
جنگ جهانی دوم، سقوط رضاشاه، اشغال ایران، تغییر فضای سیاسی کشور، تشکیل کابینه محمدعلی فروغی و بر سر کار آمدن دوستان تقی‌زاده، دوباره او را از عالم علم و تحقیق به دنیای سیاست بازگردانید. در ۵ آبان ۱۳۲۰ به سمت سفارت ایران در لندن منصوب شد. در مقام رئیس هیئت ایرانی در سازمان ملل، دعاوی ایران را علیه تجاوز و اشغال روسیه شوروی در شورای امنیت طرح و از آن دفاع کرد.
قوام‌السلطنه در حالی که تقی‌زاده هنوز در لندن بود او را به عنوان وزیر دارایی دولت خود در هجدهم مرداد ۱۳۲۱ به مجلس معرفی کرد اما تقی‌زاده کسالت و ناتوانی از مسافرت را بهانه کرد و به ایران بازنگشت. تقی‌زاده در ۱۳۲۳ به مقام سفارت کبرا ارتقاء یافت. در ۱۳۲۶ به عنوان نماینده مردم تبریز در مجلس پانزدهم انتخاب شد؛ این سمت را پذیرفت و پس از نزدیک چهارده سال به ایران بازگشت. تقی‌زاده به فضا و محیطی وارد شد که به کلی تغییر کرده بود. جو سیاسی پرتنش و خصومت‌آمیز بود، جناح‌های افراطی چپ و راست در برابر هم صف آرایی کرده بودند. در مجلس آماج انتقادهای شدید قرار گرفت و به لحاظ مشارکت در تمدید قرارداد نفت، در نطق‌های جنجال‌برانگیز نمایندگان مخالف، به خیانت به کشور و عاملیت انگلیس و تبانی به زیان کشور متهم گردید. در هر حال، او نه نماینده موفقی بود و نه دیگر خارج از جمع و محفل یاران و دوستان، نفوذ و تأثیر گذشته را داشت.
در ۱۳۲۸ در نخستین انتخابات مجلس سنا، تقی‌زاده به عنوان یکی از سناتورهای تهران انتخاب و با گشایش این مجلس با کسب ۴۵ رأی از ۴۸ نماینده حاضر به ریاست این مجلس رسید. در دوره دوم سناتور تبریز شد و از ۲۱ فروردین ۱۳۳۴ بار دیگر به ریاست مجلس سنا انتخاب شد.

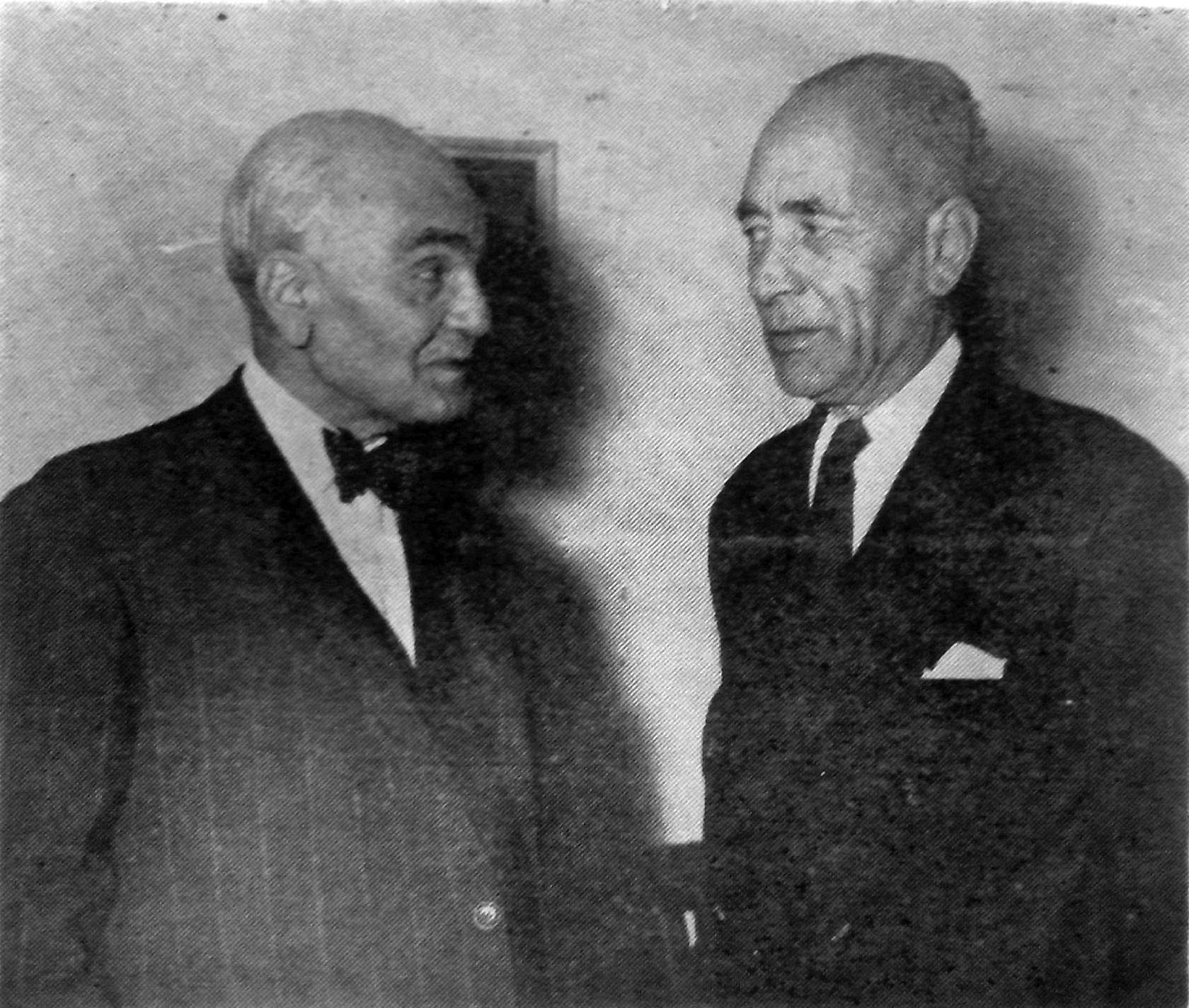
سید حسن تقی‌زاده (چپ)، در کنار صادق رضازاده شفق (راست).

تقی‌زاده تا سال ۱۳۴۶ که به سبب کهولت از کارها کناره گرفت، سناتور بود. مدت شش سال، که بخشی از آن مصادف با سال‌های بحرانی نهضت ملی شدن صنعت نفت بود، ریاست مجلس سنا را به عهده داشت. با آنکه مناسبات شخصی او و محمد مصدق پس از مجلس پنجم تیره شده بود، در برابر دولت ملی‌گرا و سیاست‌های ضد انگلیسی محمد مصدق روشی محتاطانه، دوراندیشانه و گاه نیز تا نزدیکی تعدیل‌کننده تصمیمات مجلس شورای ملی، در پیش گرفت. خود تقی‌زاده و شماری از سناتورها، در برابر فشارهای سیاسی مخالفان محمد مصدق، از وی حمایت کردند. تقی‌زاده می‌گوید:
زمانی که مصدق محبوس بود، سرلشکر آزموده به خانه من آمد و تقاضا نمود تا در مورد رساله دکتری مصدق که به ظاهر شبهه دینی دارد، مطلبی را ضد مصدق ارائه کنم تا در دادگاه بهتر بتوانند وی را محکوم کنند، اما من بی‌اختیار خنده ام گرفت، هم از اینکه نه مصدق را شناخته‌اند و نه کتاب او را فهمیده‌اند، پس به او گفتم معلوم می‌شود که حرف درست و حسابی ندارید، بروید و خودتان را ملعبه نکنید و دست از این کارهای غلط بردارید.
 او در سال‌های پایانی عمر، توان حرکت را از دست داد و دچار فلج پا شد و در برخی مجامع با صندلی چرخدار ظاهر می‌شد. سرانجام در ۸ بهمن ۱۳۴۸، در انزوا در ۹۲ سالگی درگذشت. جنازه او از مسجد سپهسالار تشییع و از برابر ساختمان مجلس شورا عبور داده شد و در مقبره ظهیرالدوله دفن گردید.

## نطق تقی‌زاده در ۷ بهمن ۱۳۲۷ در مجلس شورای ملی
بخش‌هایی از سخنرانی حسن تقی‌زاده، در مورد خلقیات رضا شاه و تمدید قرارداد نفت:
 «.... اعظم وقایعی که در سی ساله اخیر بلکه در یک یا دو قرن اخیر در این مملکت اتفاق افتاد ظهور شخص با اقتداری بود که درجه تسلط و قدرت او بر همه چیز این مملکت و حتی نفوس و اموال و اعمال مردم آن روز به روز تزاید گرفت و عاقبت به جایی رسید که اگر آقایان محترم دور از آن زمان بودند من در یک روز تمام صحبت هم قادر بر تصویر کامل آن نمی‌شدم…
آن شخص اقدامات و اعمال خوب زیادی داشت و قطعاً وطن دوست و خیرخواه این مملکت بود (صحیح است) لیکن این صفات خوب برحسب ضعف طبیعت بشری با بعضی نقص‌های تأسف‌آمیز که جز گرفتاری طبیعی و عدم شمول عنایت و توفیق الهی نامی بدان نمی‌توانم بدهم و ضمناً با بعضی اشتباهات هم توأم بود و من نمی‌خواهم نه از آن نقائص معدود و نه از آن اشتباهات که در مقابل اعمال عظیمه و تاریخی و شایسته تحسین ابدی او نسبةً جزئی بود، حرف بزنم…
.... خداوند او را رحمت کند و از هر تقصیر هم که داشته بگذرد ما در گذشته هم مردان بزرگی داشتیم که صیت* کارهای بزرگ و مفید آن‌ها هنوز باقی و بعضی جاودانی است ولی نقص‌های آن‌ها و حتی بعضی تقصیرهای بزرگشان یا فراموش شده یا از ذکر آن‌ها خودداری می‌کنیم و چشم می‌پوشیم (صحیح است) من این جمله را به اقتضای حکم وجدان و انصاف عرض کردم نه برای خوش آمد ستایش گران واقعی یا صوری غیر صمیمی آن مرحوم و خود می‌دانم که از طرف دیگر با گفتن این چند جمله حق و انصاف پرستانه جمعی دیگر از منتقدان اعمال وی را که مردم خوب و صالح هم درمیان آن‌ها کم نیست و به ناحق هم نیستند ناخشنود می‌کنم خصوصاً آنان را که مستقیماً صدمه دیده‌اند…
از این طبقه اخیر باکمال خلوص عذر می‌خواهم و البته تصدیق دارم که یکی از نقائص عمده آن شخص بزرگ که لطمه بر نام بزرگ او وارد آورد همین افراط در سخت‌گیری و صدمه زدن به کسانی بود که به جهتی از جهات حتی جهت خیلی جزئی از آن‌ها ناراضی می‌شد و اگر این صدمه دیدگان توجه به این مطلب نمایند که من خود نیز مورد بی‌مهری ایشان شدم و اگر در دسترس بودم شاید مورد نظر همان صدمات شده بودم از من نمی‌رنجند که خوبی‌ها و نقص‌ها هر دو باید به انصاف و بی‌مبالغه ذکر شود و برای سنجش حسنات و سیئات (ناصر ذوالفقاری- می‌فرمایید از ترس بود؟) میزانی مقرر شده است. برای نظارت در دوسیه مرحوم ارباب کیخسرو هم حاضرم. شاه مرحوم به‌طور قطع و جرم مصمم بود که همه عهدنامه‌های نامطلوب و امتیازات خارجی و مداخلات خارجیان را در حقوق و محاکمات اتباع خود در ایران و حتی هر نوع حقوق کهنه شده را مانند وجود دو قطعه خاک در شمیرانات خارج از حیطه قدرت و حکم دولت این مملکت فسخ و نسخ و باطل و ملغی می‌سازد (صحیح است) ....
و این کار را کاملاً به انجام رسانید تا آن که نماند از آن‌ها جزء امتیاز دارسی پس اقدام به اصلاح آن امتیاز کرد تا حقوق ایران به‌طور مطلب و استیفا شود این اقدام داستان خیلی درازی دارد و چند سال طول کشید و اسناد و اوراق آن در ضبط وزارت مالیه باید موجود باشد. عاقبت حوصله شاه تنگ شد و شاید تعویق کار را حمل بر مماطله** می‌نمود و ضمناً میل نداشت حتی یک قید هم از قیود قدیمه به شکل سابق برای مملکت باقی بماند. یک روز بغتةً مصمم شد امتیاز را فسخ کند و حکم برای این کار دارد و واضح است که هم حکم او همیشه بدون تخلف و استثناء در یک ساعت اجرا می‌شد و هم در این مورد بالخصوص که بسیار و به اعلی درجه خاطرش متغیر بود احدی را یارای چون و چرا و نصیحت به او نبود پس این کار اجرا شد…

.... این چند کلمه را به‌طور اجمال گفتم و باز خود داری از توضیحات مفصل علنی دارم و آنچه هم قال قیل شود محض ملاحظه شخص خود مصالح مملکت را فدا نکرده و جوابی در جلسه علنی نخواهم داد فقط همینقدر باید بگویم که تا آنجا که من می‌دانم و خدا نیز شاهد است اصلاً سوءنیتی از طرف هیچ‌کس یعنی هیچ ایرانی ابداً نبوده است اما موضوع دوم یعنی سهم بنده در این امر از اول تا آخر که شاید بعضی اشخاص خالی از بی‌غرضی در این قسمت بیشتر علاقه‌مند باشند تا به اصل موضوع اولی باید عرض کنم که بنده در این کار اصلاً و ابداً هیچ‌گونه دخالتی نداشته‌ام جزء آن که امضای من پای آن ورقه است (خنده شدید نمایندگان و مخبرین جرائد) و آن امضاء چه مال من بود و چه من امتناع می‌کردم و مال کسی دیگر بود و لابد حتماً یکی فوراً امضاء می‌کرد هیچ نوع تغییری را در آنچه واقع شد و به هر حال می‌شد موجب نمی‌شد و امتناع یکی از امضاء اگر اصلاً امتناعی ممکن بود در اصل موضوع یعنی انجام آن امر هیچ تأثیری ولو به قدر خردلی نداشت…»

## کارنامه فرهنگی، اجتماعی و ارزیابی اندیشه‌های او

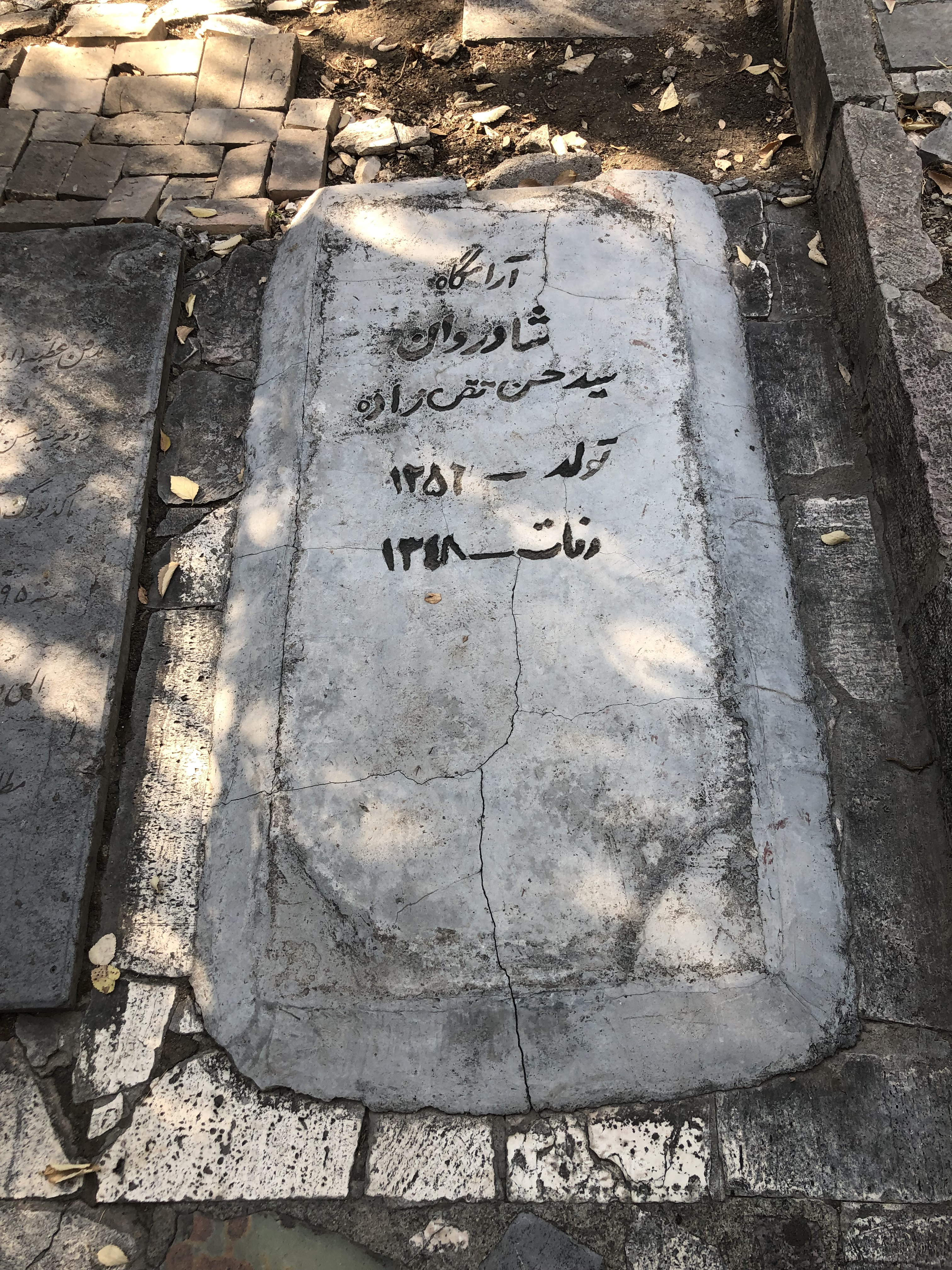
آرامگاه تقی‌زاده در گورستان ظهیرالدوله

فعالیت‌های علمی و فرهنگی تقی‌زاده طیف گسترده و متنوعی را دربرمی‌گیرد:
تحقیق، تألیف، روزنامه‌نگاری، تدریس، کتاب‌شناسی، ایراد خطابه و سخنرانی، پشتیبانی از فعالیت‌های علمی - فرهنگی به لحاظ مقام و موقعیت سیاسی، مشارکت در تأسیس و سازماندهی نهادهای علمی و فرهنگی و مشاوره و رایزنی در این زمینه‌ها. صورت تفکیکی از آثار او در یادنامه تقی‌زاده آمده است. بخش عمده‌ای از نوشته‌ها و یادداشت‌های تقی‌زاده، اعم از نوشته‌های فارسی و خارجی به کوشش ایرج افشار به چاپ رسیده و مجتبی مینوی که از دوستداران تقی‌زاده بود، طی مقالهٔ مفصلی کتاب‌های عمده، سلسله خطابه‌ها و مقالات مهم وی را معرفی و بررسی کرده است.
از آثار تحقیقی تقی‌زاده، پژوهش دربارهٔ گاه‌شماری و تاریخ تقویم و نجوم در ایران، تاریخ برخی مذاهب کهن در ایران و از جمله آیین مانی، تاریخ عرب جاهلی مقارن با ظهور اسلام و تتبعات دربارهٔ فردوسی و ناصرخسرو اهمیت بیشتری دارد و با توجه صاحب نظران روبروست. از نظر خاورشناسان غربی، که به ارزش و اهمیت تحقیقات دانشمندان ایرانی با شکاکیت و احتیاط توجه داشته‌اند، محمد قزوینی و سیدحسن تقی‌زاده جایگاه علمی متمایزی دارند. تقی‌زاده در دانشگاه کمبریج بریتانیا، مدت کوتاهی در دانشگاه کلمبیای آمریکا و مدت نسبتاً طولانی در دانشکده معقول و منقول (الهیات کنونی) دانشگاه تهران به تدریس مواد درسی زبان فارسی، تاریخ و فرهنگ ایران، تاریخ عرب در اوایل ظهور اسلام، تاریخ ادیان ملل قدیم و تاریخ علوم اسلامی اشتغال داشت. متن خطابه‌های درسی او ضمن آثار وی منتشر شده است.

تقی‌زاده در عرصه اندیشه، به‌ویژه در دیدگاه‌هایش دربارهٔ فرهنگ و تمدن غرب، با مخالفت‌های بسیار شدید و مخالفانی جدی، تقریباً از همه سو، روبرو بود. موضع او دربارهٔ فرهنگ و تمدن غرب، تغییر خط فارسی به لاتینی، تحت تأثیر اندیشه پیشرو آن زمان، همچون میرزا فتحعلی آخوندزاده، جهت تسهیل آموزش سریع عامه (مانند ترکیه) می‌بود. نخست می‌پنداشت که صنعتی شدن کشور، پیشرفت علمی، آزادی سیاسی و عقیده، رشد فرهنگی و آموزشی، از راه «اخذ بلاشرط آداب و عادات فرنگ» و دستور عمل قرار دادن این شعار که: «ایران باید ظاهراً و باطناً، جسماً و روحاً فرنگی‌مآب شود و بس» میسر است. تقی‌زاده می‌پنداشت که تغییر خط فارسی به لاتینی سوادآموزی را تسهیل می‌کند و راه را برای تحول فرهنگی کشور هموار می‌سازد. او بعدها در سخنرانی معروف باشگاه مهرگان گفت: 
«این جانب در تحریض و تشویق، نخستین نارنجک تسلیم به تمدن فرنگی را در چهل سال قبل بی‌پروا انداختم».
تقی‌زاده تقریباً از دوره میان‌سالی که با احتیاط و وسواس از افراط، پرهیز می‌کرد مدافع و مروج حفظ و تقویت مبانی فرهنگ ملی، زبان فارسی، بنیادهای وحدت فرهنگی - ملی، تاریخی، اخلاق متکی بر مبانی مذهبی و خردگرایی اعتدالی بود. او در مقام قانونگذار و دولتمرد بر گسترش زبان فارسی و جلوگیری از کاربرد واژگان بیگانه تأکید می‌کرد. در نطقی در مجلس شورای ملی گفت:

«ما در موقع نوشتن قانون نباید از کلمات و اصطلاحات خارجی‌ها اقتباس کنیم و باید به فارسی باشد؛ مثلاً اینکه می‌نویسد صد هزار قران، این اصطلاح خارجی است. ما باید تومان که معمولاً واحد مملکت خودمان است بنویسیم و به قران نوشتن برخلاف زبان فارسی است؛ مثلاً یک بلژیکی بیست سال قبل رفته است به تبریز و من را باتمان گفته، حالا همین‌طور باتمان باقی مانده و اصطلاح شده و این معنی ندارد و باید همه چیز به زبان فارسی باشد».

تقی‌زاده در دوران رضاشاه در فعالیت‌های فرهنگی بسیاری شرکت داشت؛ در کمیسیون معارف، هیئت مؤسس انجمن آثار ملی، شیر و خورشید سرخ ایران، کنگره خاورشناسان در کمبریج، کنگره ابن سینا در بغداد، کنگره خاورشناسان در مونیخ عضویت داشت، و ریاست کنگره ایران‌شناسان در تهران به عهده او بود و اصولاً در برپایی کنگره‌های ایران‌شناسی بسیار فعال و مؤثر بود. در عصر پهلوی دوم، از جمله در این نهادهای علمی و فرهنگی عضو بود: شورای عالی فرهنگ و هنر، بنگاه ترجمه و نشر کتاب، انجمن ایرانی فلسفه و علوم انسانی (با سمت رئیس)، فرهنگستان ایران (با سمت رئیس)، کتابخانه مجلس شورای ملی (عضو مؤسس). او بانی مهم‌ترین مجموعه منابع مطالعات ایرانی (در کتابخانه مجلس سنا) بود و از افراد مؤثر در تأسیس چاپخانهٔ افست، نشر متن کتیبه‌های ایرانی، ترجمه دائرةالمعارف اسلام (طرح ناتمام) و نشر نخستین کتاب‌شناسی‌ها و فهرست‌های منظم به فارسی به‌شمار می‌آید. در سیاستگذاری و برنامه‌ریزی و سازماندهی فرهنگی طرف مشورت بسیاری از دولتمردان و سازمان‌های دولتی بود.
عده‌ای یکی از علل تأثیر و نفوذ او را در سازمان‌های علمی - فرهنگی عصر پهلوی، وابستگی به تشکیلات فراماسونری و پیوندهای نزدیک میان اعضای تشکیلات دانسته‌اند. در منابعی که در خصوص تشکیلات فراماسونری در ایران انتشار یافته است، تقی‌زاده را دارای مقام استادی اعظم و از مؤثرترین اعضا شمرده‌اند. کسانی که تقی‌زاده را از نزدیک و خوب می‌شناختند، همگی او را مردی تیزهوش، منظم، وظیفه‌شناس، آداب دان، اخلاقی، صحیح‌العمل، محجوب، منزوی، دارای قدرت شدید جذب و تأثیر، کاشف لیاقت‌ها و حامی و مشوق استعدادها خوانده‌اند.

## نماد غربی شدن
تقی‌زاده در جوانی و دردوران مشروطه نظریه پیشرفت مبتنی بر غربی شدن از نوک پا تا بالای سر یعنی تشبه همه‌گونه به غرب را مطرح کرد. با اینکه وی بعداً از این نظریه برگشت و در کتاب اخذ تمدن خارجی به اشتباه بودن آن نظریه‌اش اعتراف کرد ولی کماکان او را نماد غربی شدن می‌دانند.

## مبارزه با مصرف تریاک
در ۲۶ تیر ۱۳۰۷ که قانون انحصار تریاک به تصویب مجلس رسید تا خرید و فروش این ماده مخدر را در انحصار دولت دربیاورد به پیشنهاد تقی‌زاده که در آن زمان نماینده تهران در مجلس شورای ملی بود ماده‌ای به این قانون افزوده شد که دولت را مکلف می‌کرد از سال ۱۳۰۸ به مدت ده سال مصرف داخلی را سالیانه ده درصد پایین بیاورد و پس از ده سال مصرف تریاک در غیر موارد طبی در همه کشور متروک و ممنوع و فروش تریاک منحصر به داروخانه‌ها آن هم با نسخه پزشک و برای مصارف طبی موارد شود؛ بنابراین ماده، دولت همچنین موظف می‌شد پزشک و داروی رایگان برای ترک اعتیاد در دسترس معتادان بگذارد.